# Treponema pallidum
Treponema pallidum é uma espécie de bactérias com forma espiral do grupo das espiroquetas, que causam doenças como sífilis, bejel, pinta e bouba. Não é corada por coloração de Gram e não pode ser cultivada. É microaerófila e catalase negativa. Possui de 6 a 14 espirais espaçadas e regulares, diminuindo de amplitude e de periodicidade ao nível das extremidades, 6 a 10 filamentos axiais e 1 disco de inserção. Tem cerca de 10 micrômetros de comprimento, com apenas 0,2 micrômetros de largura. Move-se ao longo do seu eixo longitudinal, com movimentos tipo "saca-rolhas".. 

## Cultivo
Por muito tempo, considerou-se que a cultura in vitro não fosse possível. Porém, em 2017 pesquisadores conseguiram cultivar a bactéria utilizando células epiteliais de coelhos. 

## Sub-espécies

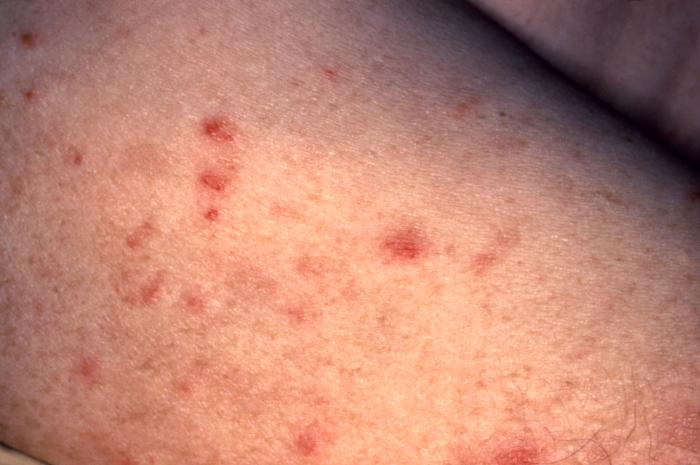
Manifestação secundária da sífilis causada pela bactéria Treponema pallidum

O Treponema pallidum possui 5 sub-espécies: 
- T. pallidum pallidum (agente causador da sífilis epidêmica)
- T. pallidum pertenue (agente causador da bouba)
- T. pallidum carateum (agente causador da pinta)
- T. pallidum trirocllium (também causa pinta)
- T. pallidum endemicum (agente causador de bejel ou sífilis endêmica)

## Factores de virulência
- Proteínas da membrana interna - responsáveis pela sedução da bactéria
- Fibronectina - impede a fagocitose

## Diagnóstico
Na fase inicial as bactérias podem ser identificadas vivas e móveis com a iluminação de campo escuro (microscopia de fluorescência).
Nas fases tardias da sífilis existem muito poucos microrganismos, pelo que os métodos de diagnóstico devem ser preferencialmente indiretos, recorrendo à sorologia para a pesquisa de anticorpos anti-treponémicos. A prova de floculação mais utilizada é o VDRL) e a reação de fixação de complemento mais utilizada é a reação de Wassermann.